# Каленов, Пётр Александрович
Пётр Александрович Каленов (Коленов) (1839—1900) — поэт, переводчик, эстетик.

## Биография
Из дворян. Воспитывался в пансионе Смоленской гимназии (окончил в 1855). Поступил (1858) на историко-филологический факультет Императорского Московского университета, где был учеником П. М. Леонтьева. После окончания (1863) был оставлен при
университете на 2 года. Затем преподавал древние языки и логику в 1-й московской гимназии, где, по воспоминаниям учеников, имел на них значительное нравственное влияние. Свою библиотеку Каленов отдал в пользование студенческого общежития.
Первое выступление в печати — перевод стихотворения Дж. Байрона «Тьма» (1876). С 1880-х годов активный член Московского психологического общества. Выступления и статьи Каленова «Любовь по Платону» (1886), «Учение Шиллера о красоте и эстетическом наслаждении» (1891), «Красота и искусство» касались соотношения философии, психологии и эстетики. Каленов тяготел к кантианству, реализовывая его в своём поэтическом творчестве. В поэме «Будда» (1885), написать которую, по словам автора, его побудило «эстетическое сочувствие» прототипу… пессимистических учений» конца XIX века. Каленов пытался воспроизвести жизнь и миросозерцание Будды с точки зрения верующего буддиста «первых времён». В работе над переводом мистерии Байрона «Канн» (1883) Каленовым руководило стремление выявить общность её философской идеи и идеи «Фауста» И. В. Гёте, которую Каленов видел в попытке героев обоих произведений «объять умом всю бесконечность мирозданья». Посмертно были изданы его переводы драм Ф. Шиллера «Два Пикколомини» и «Смерть Валленштейна» (1902) и поэмы Г. Гейне «Атта Троль» (1903).